# Devils Haircut
Devils Haircut è un singolo del cantautore statunitense Beck, pubblicato nel 1996 ed estratto dall'album Odelay.

## Video
Il videoclip del brano è stato diretto da Mark Romanek e girato a New York.

## Tracce
- CD #1

1. Devils Haircut [LP Version]
2. Devils Haircut [Remix by Noel Gallagher]
3. Groovy Sunday [Remix by Mike Simpson]
4. Trouble All My Days

- CD #2

1. Devils Haircut [LP Version]
2. Dark and Lovely [Remix by Dust Brothers]
3. American Wasteland [Remix by Mickey P.]
4. .000.000

- 12"

1. A1 Devils Haircut (LP Version)
2. A2 Devils Haircut (Dark And Lovely)
3. A3 Devils Haircut (American Wasteland)
4. B1 Where It's At (Lloyd Price Express)
5. B2 Clock

- 7"

1. Devils Haircut
2. Lloyd Price Express